# Les Nixoles
Les Nixoles és un indret del terme municipal de Tremp, al Pallars Jussà, dins de l'antic terme ribagorçà de Sapeira.
Està situat al nord-est del poble de Sapeira, al vessant septentrional de la serra que hostatja aquest poble, en direcció al barranc de Llepós.